# Claus Wenskus
Claus Wenskus (auch Nikolaus Wenskus oder Klaus Wenskus; * 17. August 1891 in Altona, heute ein Stadtteil von Hamburg; † 1966) war ein deutscher Maler.

## Leben
Er wurde als Marinemaler bezeichnet, da er in vielen seiner Bilder Stimmungen am Wasser, auf hoher See und auch im Hamburger Hafen festhielt.
Als Schwerverwundeter aus dem Ersten Weltkrieg heimgekehrt, ging er in den kaufmännischen Beruf in einer Hamburger Kaffeerösterei und fand zunächst nur aus Liebhaberei zur Malerei. Durch das Leben in der Nähe zum Hamburger Hafen wurde ihm die Atmosphäre des Hafens und der Seefahrt so vertraut, dass er hier seine meisten Motive fand. 1943 wurde seine Wohnung durch alliierte Bomben zerstört; er wurde dadurch zu einem damals so genannten Butenhamburger (Plattdeutsch; wörtlich Außen-Hamburger), denn verwandtschaftliche Bindungen führten ihn dann nach Leck (Nordfriesland). Seither widmete sich Wenskus voll der Malerei.
Seine Ölgemälde und Aquarelle schmücken vor allem die Heime von Fahrensleuten und die Kontore von Reedereien. Darüber hinaus ist er auch international bekannt.